# Spinus spinus
Il lucherino o lucarino, noto anche come lucherino comune o lucherino eurasiatico (Spinus spinus (Linnaeus, 1758)) è un uccello passeriforme della famiglia Fringillidae.

## Etimologia
Il nome scientifico della specie, spinus, è un tautonimo, in quanto ripetizione del nome del genere: spinus deriva dal greco σπινος (spinos), uccello non meglio identificato (ma verosimilmente appartenente ai fringillidi) citato da Aristofane, Esichio di Mileto e altri.

## Descrizione

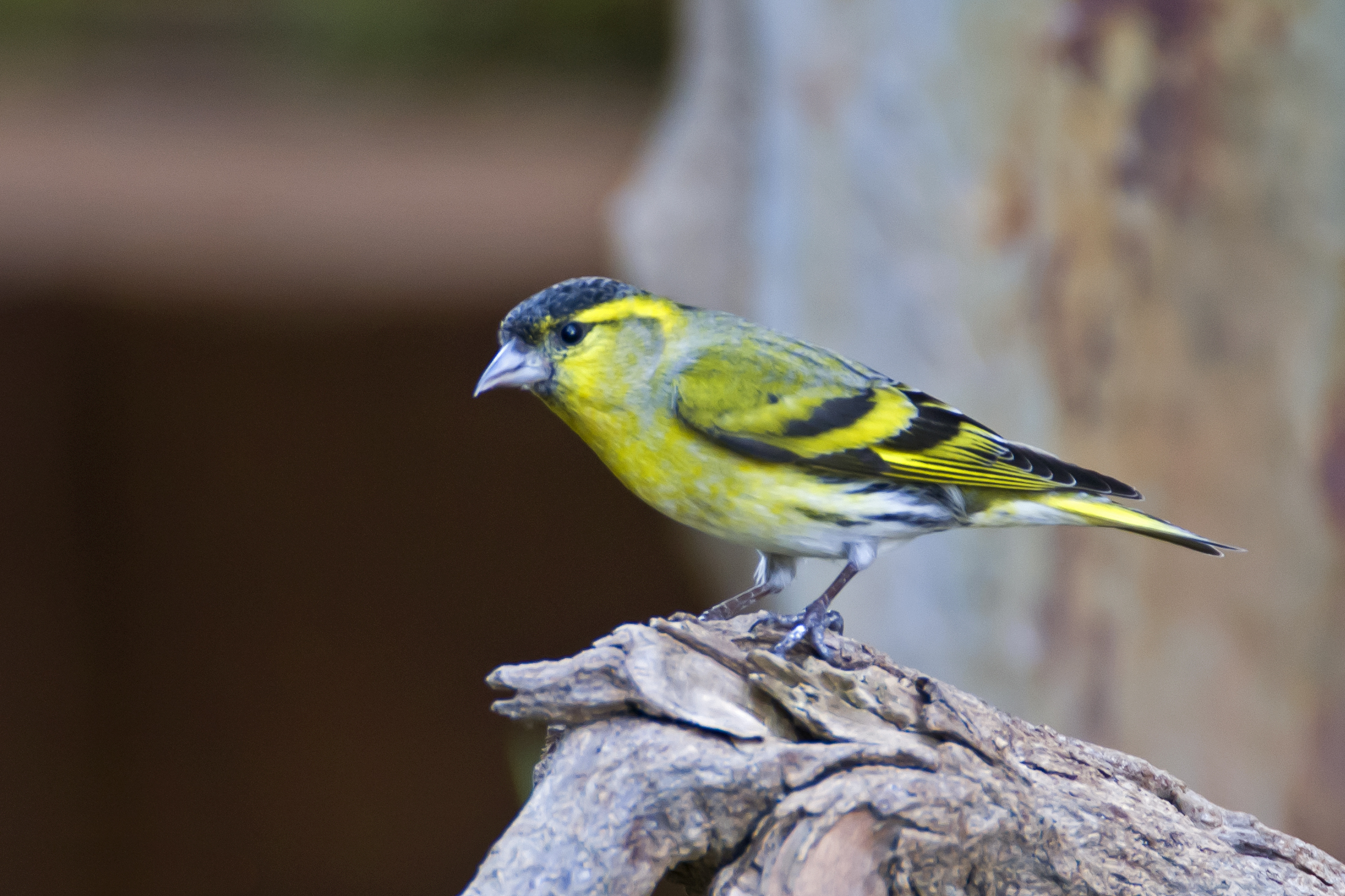
Maschio alle Canarie.

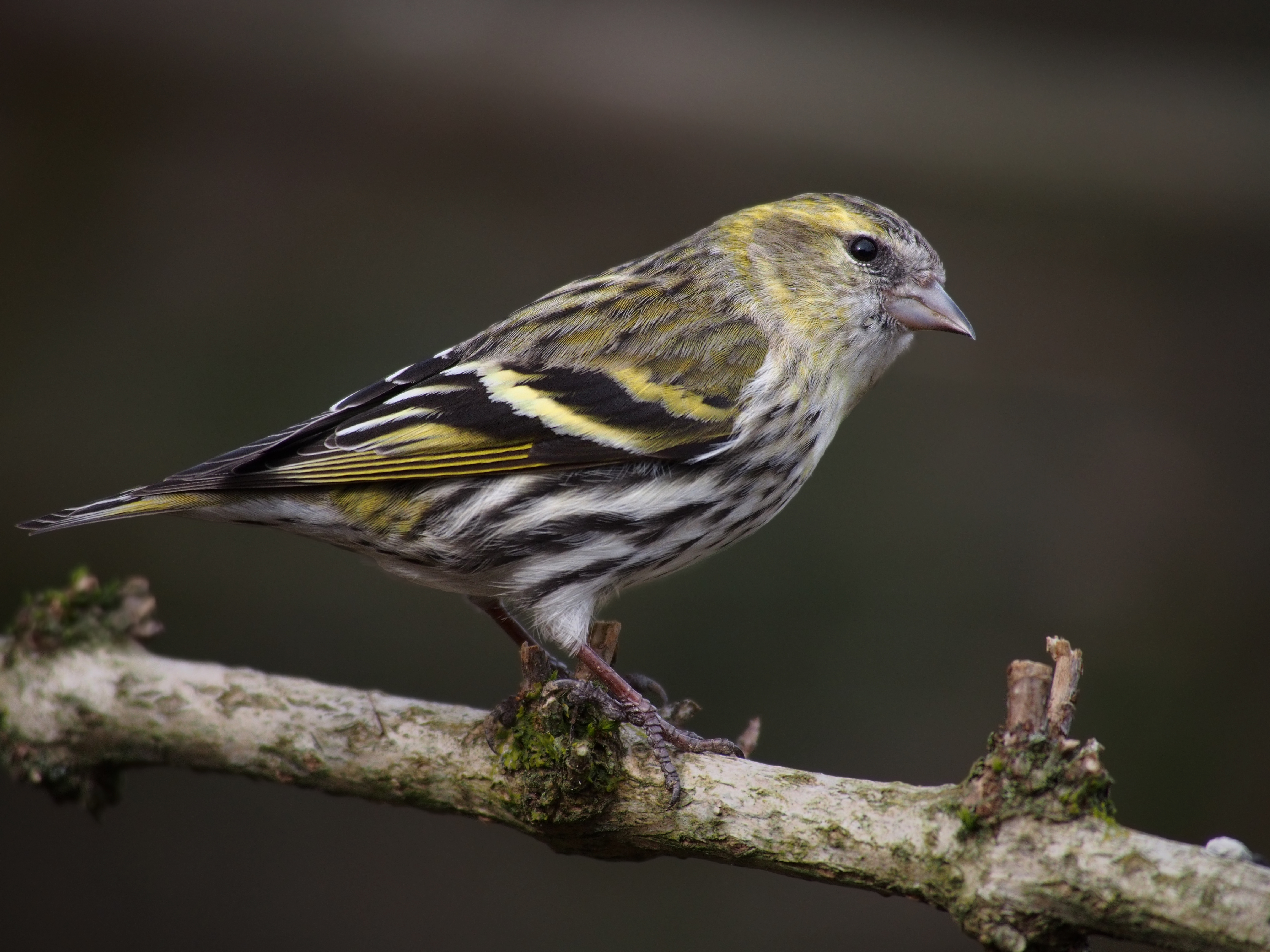
Femmina nel Lancashire.

### Dimensioni
Misura 11–12 cm di lunghezza, per 10-18,5 g di peso e un'apertura alare di 20–23 cm.

### Aspetto
Si tratta di uccelletti dall'aspetto slanciato ma massiccio, muniti di testa dall'aspetto squadrato, becco conico, ali appuntite e coda dalla punta lievemente forcuta.
Il dimorfismo sessuale è ben evidente. I maschi presentano nuca e groppa di colore verde oliva, che sfuma nel giallo-verdastro su faccia, petto e codione, mentre il sottocoda è biancastro e i fianchi sono dello stesso colore, con presenza di rade striature grigio-nerastre: l'aspetto è reso inconfondibile dalla presenza di fronte, calotta e pizzetto (l'estensione del quale è direttamente proporzionale al rango dell'esemplare nell'ambito di uno stormo) di colore nero, mentre ali e coda sono anch'esse nere con presenza di specchi gialli e bianchi. Le femmine, invece, mancano completamente del nero cefalico e mostrano una presenza molto più ridotta di lipocromo giallo, mostrando piumaggio perlopiù di colore verde oliva. I piccoli sono simili alle femmine e assumono a muta ultimata la tipica colorazione adulta.

In ambedue i sessi, becco e zampe sono di colore grigio-nerastro, mentre gli occhi sono di colore bruno scuro.

## Biologia

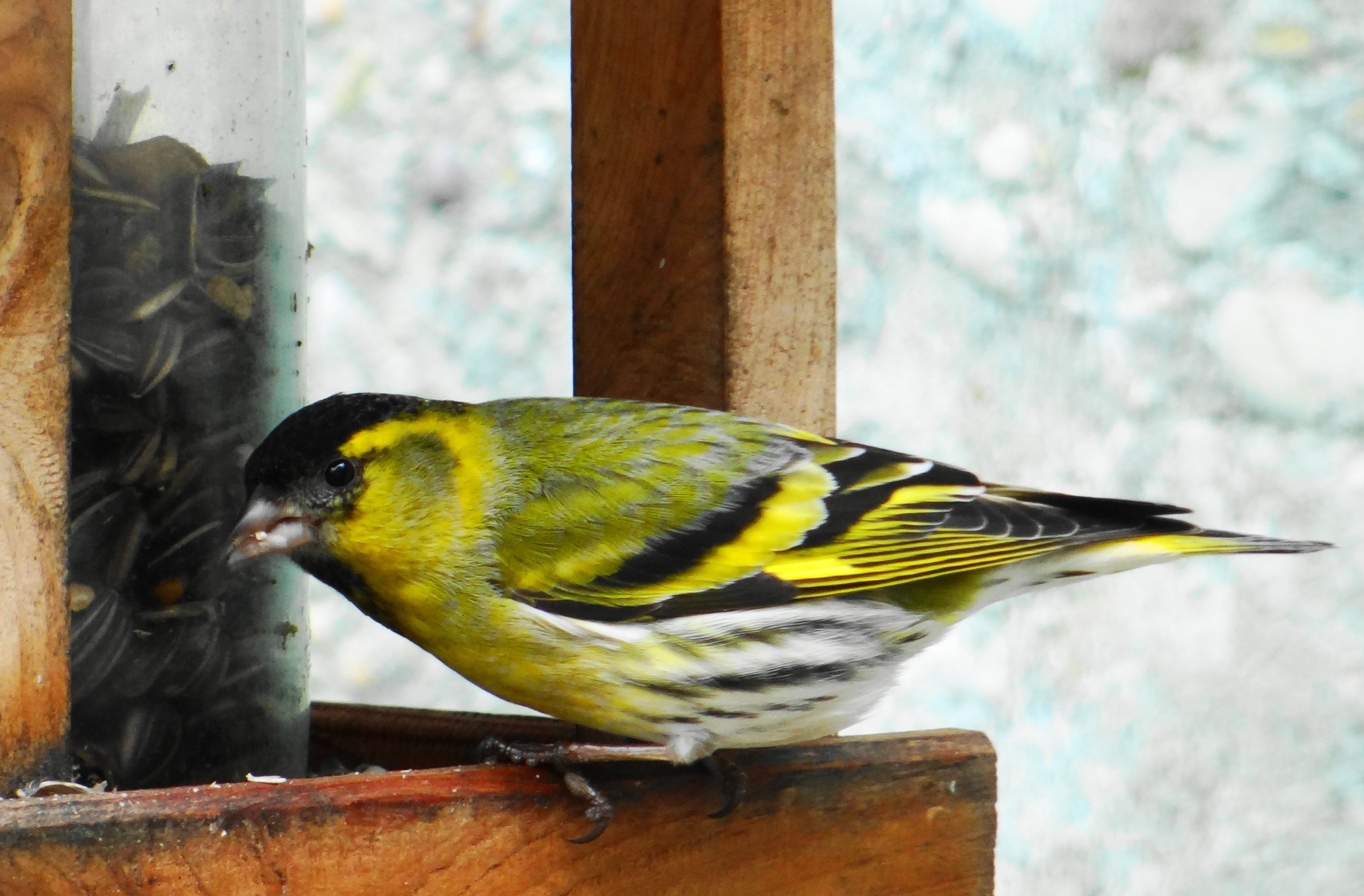
Maschio a una magiatoia: i lucherini, pur essendo timidi, non temono l'uomo.

Il lucherino è un uccelletto molto vispo ed allegro sebbene piuttosto timido, che tende all'infuori della stagione riproduttiva a riunirsi in stormi anche piuttosto consistenti numericamente, talvolta in associazione con altre specie, in particolar modo in corrispondenza di abbondanti fonti di cibo. I gruppi passano la maggior parte della giornata fra i rami o fra l'erba alta alla ricerca di cibo, per poi fare ritorno sul far della sera ad alberi-posatoio dove passare la notte.
All'interno degli stormi vige un preciso ordine gerarchico, sancito dal fatto che gli esemplari subordinati rigurgitano parte del cibo per donarlo agli esemplari dominanti dello stesso sesso, spesso riconoscibili per la colorazione più vivida.

### Alimentazione

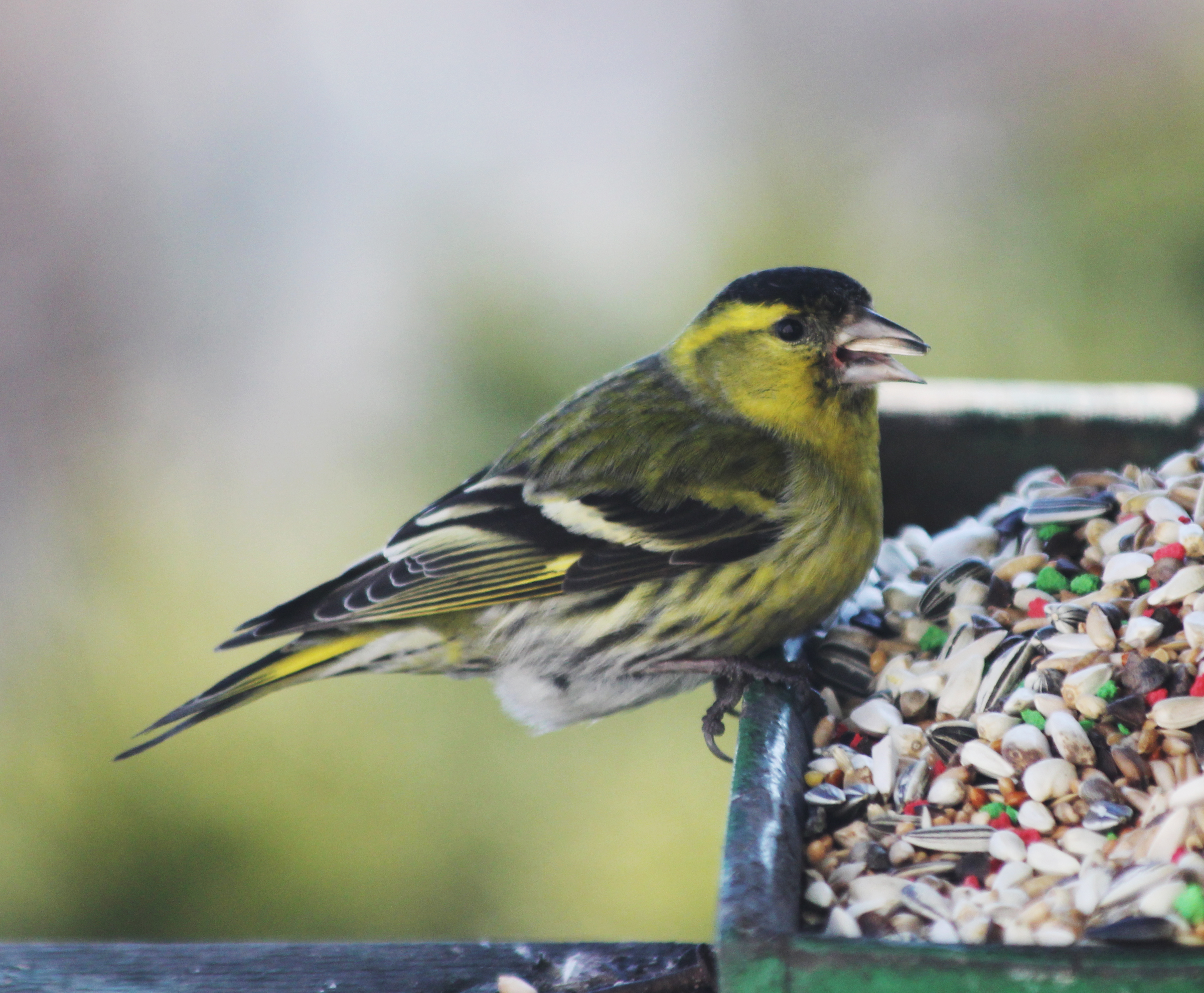
Maschio si nutre da una mangiatoia a Jaroměř.

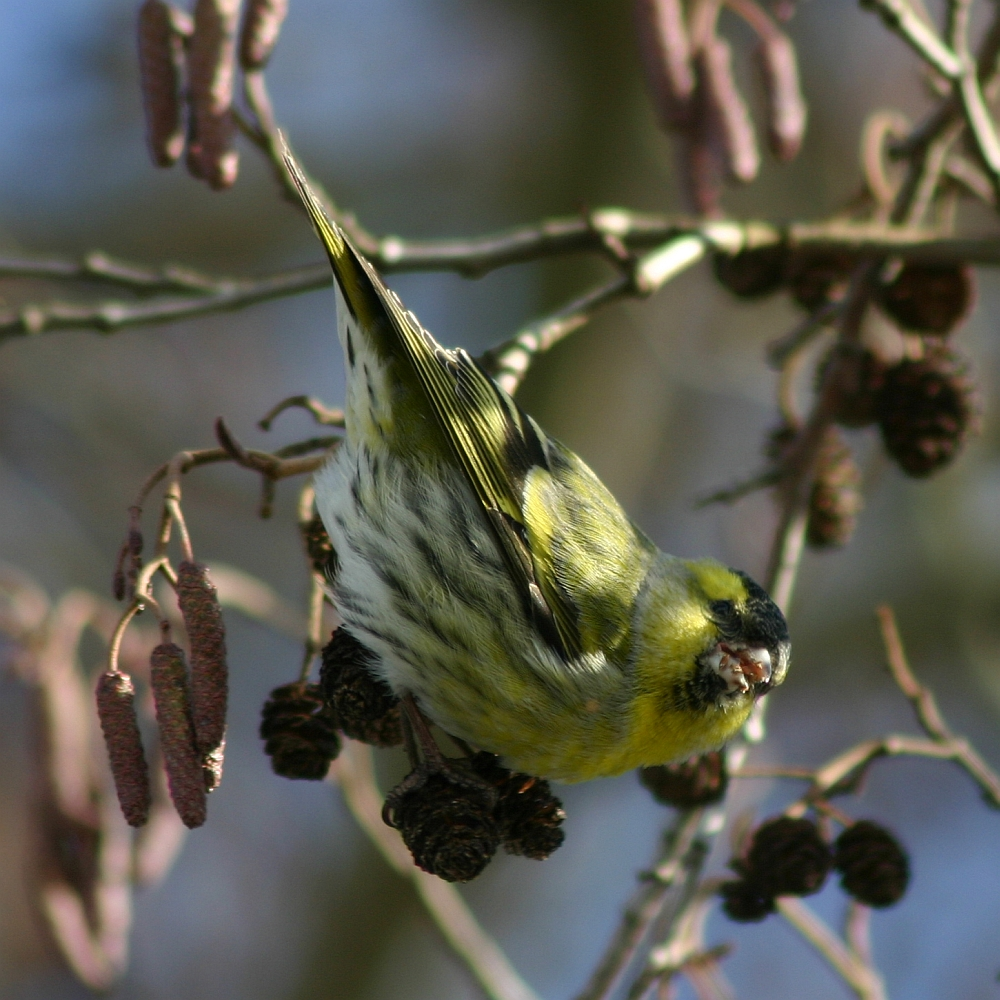
Maschio si nutre in natura.

Si tratta di uccelli dalla dieta spiccatamente granivora: durante i mesi più freddi, i lucherini si nutrono perlopiù di semi di betulla, ontano, olmo e pioppo (sebbene queste ultime due piante vengano visitate in maniera minore), mentre in tarda primavera ed estate la loro dieta si compone in massima parte di piante erbacee (cardi, soffione, artemisia, centaurea, iperico, olmaria, farinello e romice), ed in primavera essi sono assidui frequentatori delle pinete, in particolar modo quelle a prevalenza di abete, peccio e larice, dai pinoli delle quali (cibo del quale sono estremamente ghiotti) ricavano l'energia necessaria per affrontare al meglio la stagione riproduttiva. Non di rado, durante la stagione fredda i lucherini possono visitare le aree coltivate per trovare del cibo, dimostrando di non temere l'uomo pur essendo piuttosto timidi.

Questi uccelli possono nutrirsi anche di foglie, germogli, bacche e frutti, mentre piuttosto sporadicamente (ed in particolar modo durante la stagione degli amori, quando il fabbisogno energetico risulta accresciuto) essi mangiano insetti e piccoli invertebrati.

### Riproduzione
Si tratta di uccellini rigidamente monogami, la cui stagione riproduttiva va dalla fine di febbraio ad agosto.

Le coppie si formano durante il periodo invernale, coi maschi che competono fra loro per le femmine anche in maniera aggressiva, lanciandosi in competizioni canore, voli rituali ed inseguimenti: il corteggiamento vero e proprio vede il maschio seguire insistentemente la femmina con le penne arruffate e la coda spiegata, mostrandole in tal modo il giallo del codione e al contempo trillando e cantando. Durante il periodo degli amori, le coppie tendono ad isolarsi dagli stormi, riunendosi in piccole colonie riproduttive di una dozzina di esemplari al massimo.

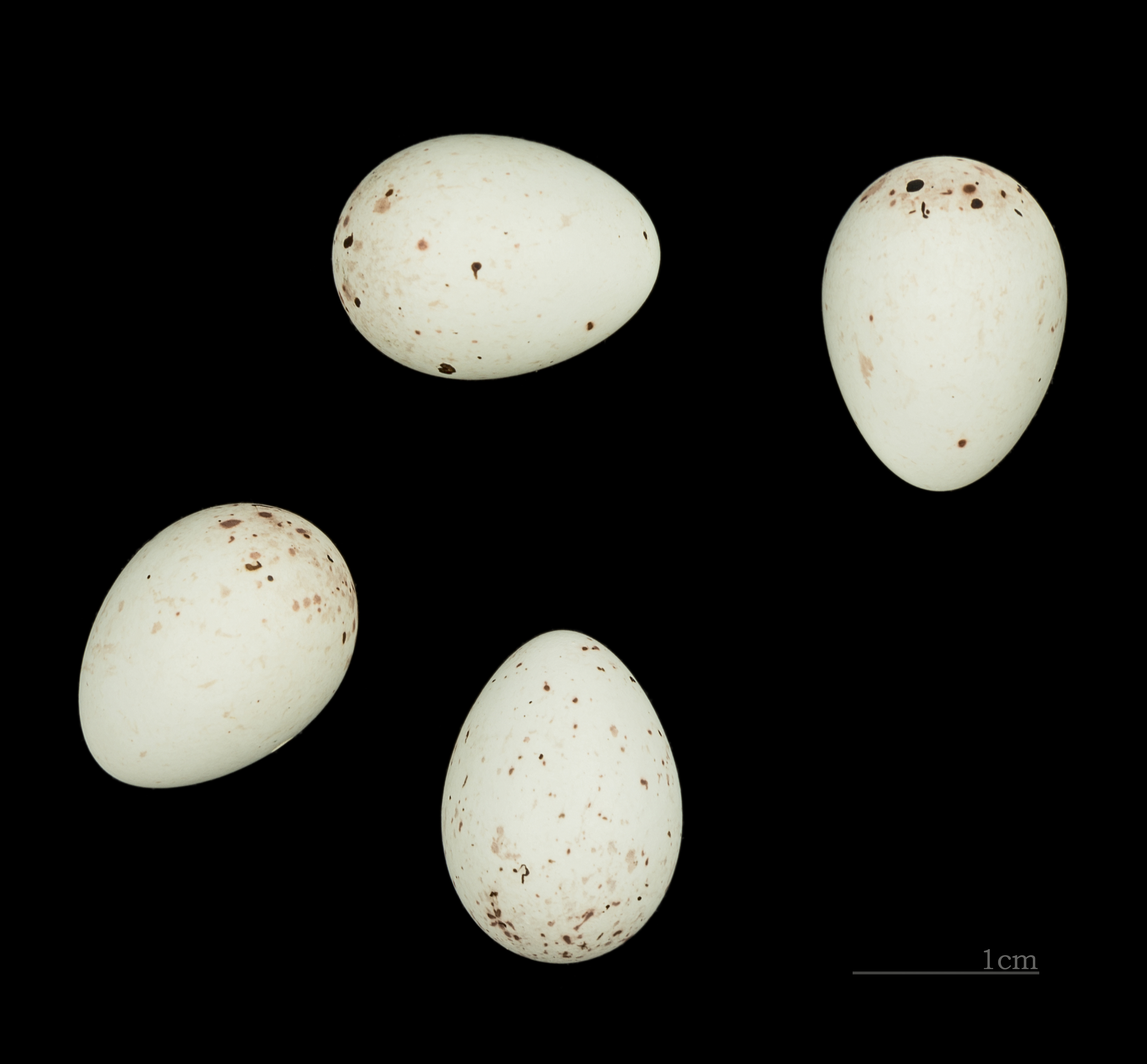
Uova di lucherino.

Il nido dei lucherini ha la classica forma a coppa e viene costruito nella parte terminale del ramo di una conifera: la sua costruzione è a completo carico della femmina, che per edificarlo si serve di fibre vegetali essiccate, foderandone l'interno con materiale soffice come muschio e piumino.

Le uova, fra due e sei, misurano circa 16,5 x 12 mm e sono di colore biancastro, con presenza di rada e minuta punteggiatura bruna: la loro cova è appannaggio esclusivo della femmina, col maschio che rimane di guardia nei pressi del nido e si occupa di reperire il cibo per sé e per la compagna.

I nidiacei, inizialmente ciechi ed implumi, schiudono 10-14 giorni dopo la deposizione: essi vengono alimentati da entrambi i genitori con semi e piccoli invertebrati rigurgitati, divenendo in tal modo pronti per l'involo attorno alle due settimane dalla schiusa. Essi, tuttavia, tendono a non allontanarsi definitivamente dal nido prima del mese di vita, chiedendo sempre più sporadicamente l'imbeccata ai genitori (i quali, non di rado, se la disponibilità di cibo lo consente sono impegnati a portare avanti una seconda covata), prima di disperdersi.

## Distribuzione e habitat

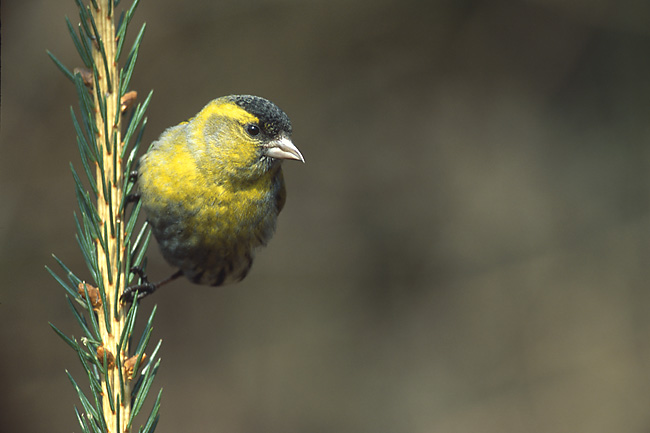
Maschio in natura.

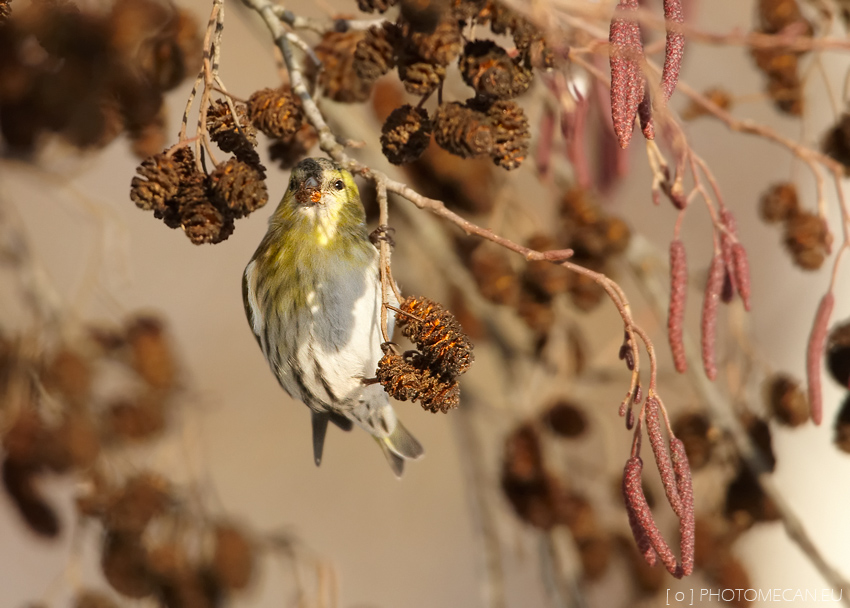
Femmina si alimenta a Chomutov.

Il lucherino è una specie paleartica che occupa un areale piuttosto vasto ma discontinuo: esso risulta residente tutto l'anno nelle isole britanniche, nella zona costiera meridionale della Fennoscandia, in Europa Centrale dalla Germania all'arco alpino e ad est fino all'Ucraina sud-orientale e alla Russia europea, oltre che nelle aree montuose dell'Europa meridionale e della penisola balcanica, nei Carpazi, nel Caucaso, nel nord della Turchia ed in Iran nord-occidentale. Nella parte interna della penisola scandinava e della Finlandia ed in Russia fino all'alto corso dell'Ob e dell'Enisej il lucherino è solo un visitatore estivo, mentre durante l'inverno le popolazioni delle aree fredde migrano in Europa meridionale (compresa l'Italia e la Corsica), nel Levante, verso il delta del Nilo ed in Maghreb dal nord della Tunisia alle coste atlantiche Marocco: le popolazioni asiatiche di lucherino invece sono sempre migratrici, scegliendo per la riproduzione l'estremo oriente russo fra il Lago Bajkal, i Monti Jablonovyj, il Mare di Ochotsk ed il nord di Manciuria e Mongolia, oltre che Sakhalin (e verosimilmente anche la Kamchatka centro-meridionale, le isole Curili ed il nord-est di Hokkaidō), mentre durante la stagione fredda esse svernano in Corea, Giappone, Cina centrale (valle dello Yangtze) e orientale e Taiwan.

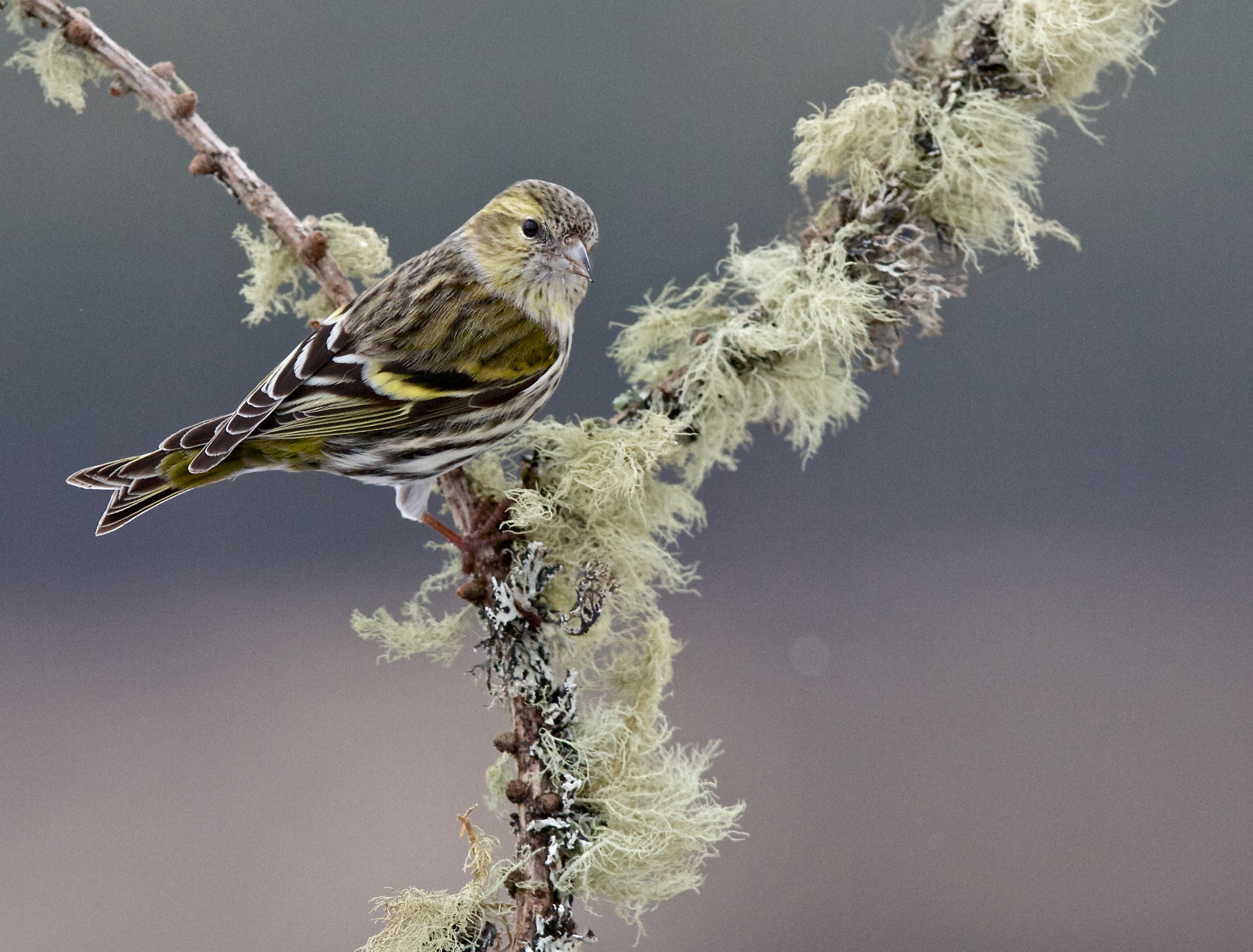
Femmina in Scozia.

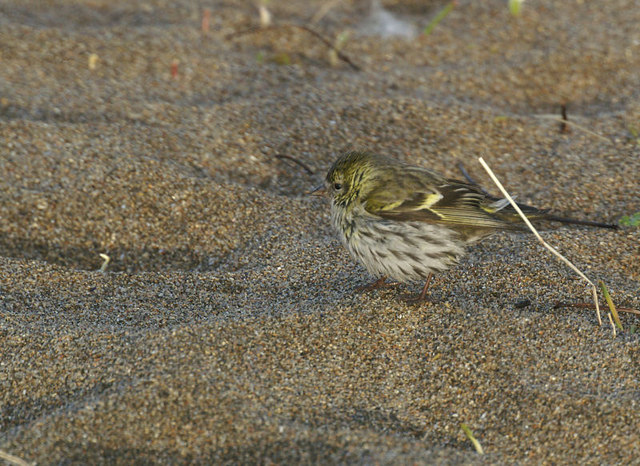
Femmina in spiaggia a Skaw.

I pattern migratori appaiono piuttosto irregolari, con le stesse popolazioni che all'improvviso possono abbandonare i classici siti di svernamento per spingersi più a sud, forse in relazione all'abbondanza di risorse ed al numero di esemplari.

Durante la dispersione dei giovani o i movimenti migratori, capita che alcuni esemplari isolati raggiungano l'Islanda, le Canarie, il New England o le isole Aleutine.
L'habitat prediletto di questi uccelli sono le pinete, in particolar modo quelle umide pedemontane o collinari a prevalenza di larice ed abete rosso, dalle quali ricava cibo durante l'inverno e riparo per la prole durante l'estate: i lucherini si dimostrano tuttavia piuttosto adattabili, occupando senza problemi anche aree boschive miste, macchia mediterranea, zone prative sul limitare dei boschi alpini, taiga ed aree coltivate.